# Scoppito
Scoppito est une commune de la province de L'Aquila dans la région Abruzzes en Italie.

## Administration
| Période                                  | Période  | Identité       | Étiquette | Qualité                 |
| ---------------------------------------- | -------- | -------------- | --------- | ----------------------- |
| 6 octobre 2006                           | En cours | Franca Santoro |           | Commissario Prefettizio |
| Les données manquantes sont à compléter. |          |                |           |                         |

### Hameaux
Casale, Cave, Civitatomassa, Collettara, Forcellette, Madonna della Strada, Santa Maria, Sella Di Corno, Vallinsù, Vigliano

### Communes limitrophes
Antrodoco (RI), Fiamignano (RI), L'Aquila, Tornimparte